# 德安德烈·威廉斯
德安德烈·奧基斯·鮑德溫（1996年10月4日—）為美國男子籃球運動員，場上位置為大前鋒，最後效力於亞塞拜然籃球聯賽明天。

## 學生生涯
威廉斯出生於德克萨斯州休斯敦。2015年夏天威廉斯受邀參加NBPA Top 100訓練營。升上克萊因森林高中十二年級的威廉斯聽取他人建議，基於學業考量離開克萊因森林高中，2016年到德克薩斯州基督教在家接受教育者體育協會（Sports Association of Texas for Christian Homeschoolers，SATCH）位於密德蘭的線上學校獵戶座高中（Orion High School）讀書，威廉斯花了三個月完成六門課程，卻發現SATCH並不被NCAA認可，於是威廉斯改到獲NCAA認可的National High School就讀，2016年10月才畢業，但此時已過NCAA的資格時限，2017-18賽季威廉斯在奧克拉荷馬州奧克拉荷馬市全國學院（Nation Wide Academy）度過，在那威廉斯繳出了場均24分、11籃板的表現。2018年進入伊凡斯維爾大學就讀。
2018年10月10月，NCAA裁決威廉斯沒有2018-19賽季的參賽資格，但允許威廉斯2018-19賽季保有獎學金並隨隊練球；2018-19賽季占用威廉斯的一年NCAA參賽資格。2019-20賽季威廉斯因背部傷勢缺席了14場比賽，威廉斯最終出賽了18場，繳出場均15.2分、6.9籃板的表現。2020年4月20日，威廉斯將名字放上NCAA轉學門戶（Transfer Portal）網站上並同時投入NBA選秀。威廉斯此時只剩兩年NCAA參賽資格。通常體育生轉學的第一年會因NCAA規定而坐球監，2020年5月NCAA考慮首次轉學的體育生不需要坐球監。
2020年5月15日，威廉斯宣布轉學到孟菲斯大学，接受前NBA球員安芬尼·哈达威的執教。10月14日，NCAA宣布受到COVID-19影響，提供2020-21賽季冬季運動體育生額外一年參賽資格。12月16日，NCAA宣布豁免轉學須坐一年球監的提案，威廉斯符合豁免資格。12月17日，威廉斯的孟菲斯大学首秀從板凳出發。威廉斯在孟菲斯大学第一個賽季出賽了20場，場均可挹注11.7分、5.9籃板、3.6助攻。2021年3月28日，威廉斯在全国邀请赛決賽中以12分、4籃板、1助攻的表現幫助孟菲斯大学奪冠。
2021年4月14日，威廉斯宣布2021-22賽季重返孟菲斯大学。2022年4月13日，威廉斯宣布投入NBA选秀。6月1日，威廉斯宣布退出NBA选秀重返孟菲斯大学，完成大學生涯最終賽季；2022-23賽季為NCAA因COVID-19所賦予的額外參賽資格。2022-23賽季威廉斯以場均17.7分、8.2籃板的成績入選美國競技聯盟年度第一隊。
2023年5月31日，威廉斯表示會尋求2023-24賽重返孟菲斯大学的機會。孟菲斯大学於7月向NCAA申請豁免威廉斯2018-19賽季參賽資格的裁決，使威廉斯擁有2023-24賽季的參賽資格。11月3日，NCAA否決豁免申請。

## 職業生涯
2024年1月9日，菲律賓籃球協會NLEX公路勇士宣布威廉斯加入球隊取代斯托克利·查菲成為球隊參賽2023–24年PBA總督盃的外籍球員。3月16日，T1聯盟台啤永豐雲豹宣布簽下威廉斯，中文登錄名為「特威」。威廉斯代表台啤永豐雲豹出賽九場，場均攻下11.3分、6.2籃板、2.3助攻。6月1日，台啤永豐雲豹橫掃臺北戰神拿下2023–24年賽季年度總冠軍。
2024年7月25日，亞塞拜然籃球聯賽明天宣布與威廉斯簽下兩年合約。2025年1月9日，明天與威廉斯終止合約關係。

## 外部連結
- 德安德烈·威廉斯的Instagram帳戶
- 德安德烈·威廉斯的X（前Twitter）
- 德安德烈·威廉斯在fiba.basketball（英语）
- 德安德烈·威廉斯在Sports-Reference.com（NCAA）（英语）
- 德安德烈·威廉斯在Eurobasket.com（球員）（英语）
- 德安德烈·威廉斯在Proballers（英语）
- 德安德烈·威廉斯在RealGM（英语）
- 德安德烈·威廉斯在Flashscore（英语）